# Aby Warburg
Abraham Moritz Warburg mais conhecido como Aby Warburg (Hamburgo, 13 de junho de 1866 — 26 de outubro de 1929) foi um historiador de arte alemão, célebre por seus estudos sobre o ressurgimento do paganismo no renascimento italiano.
Ficou conhecido também pela Biblioteca referencial que levava seu nome, e que reunia uma grande coleção sobre ciências humanas e que, ao ser transferida para Londres em 1933, tornou-se a base para a constituição do Instituto Warburg.

## Biografia
Amburghese di cuore, ebreo di sangue, d'anima Fiorentino
(Hamburguês de coração, judeu de sangue, de alma florentina)
(frase proferida por Warburg, relatada por Gertrud Bing)
Seus familiares tinham ascendência judia e era composta de banqueiros. Por ser o filho mais velho, lhe competia a responsabilidade de dirigir os negócios da família, mas como não demonstrou grande interesse, seu irmão Max assumiu o encargo, assegurando antes sua estabilidade financeira necessária para se devotar à carreira acadêmica. 
Estudou em Bonn, Munique, Berlim e Estrasburgo, concentrando-se em arqueologia e em história, mas a medicina, psicologia e história de religião também lhe interessavam como objeto de estudo. 
Tratou em sua obra do problema da transição da iconografia antiga à cultura europeia moderna, "a volta da vida ao antigo", como ele mesmo dizia. Dedicou-se principalmente ao estudo do Renascimento italiano, e à comprovação da tese de que um paganismo de caráter dionisíaco havia renascido nesse período da história da arte. Sua tese de doutorado foi sobre duas pinturas de Sandro Botticelli, O Nascimento de Vênus e A Primavera.
Em 1896, chefiou um estudo etnológico sobre os indígenas Hopi e Navajo, nos EUA, permanecendo por seis meses entre eles. Em sua viagem à América, documentou os costumes e tradições místicas dos nativos Hopi utilizando-se de fotos e texto.
Em 1897, casou com a escultora e pintora Mary Hertz, com a qual já tinha um relacionamento há dez anos, enfrentando forte oposição de ambas as famílias. Realizaram cerimônia católica, embora Warburg fosse judeu (não-praticante). Ambos tiveram três filhos: Max, Marietta e Frede.
Em uma palestra de 1905, Dürer und die italienische Antike, proferida em Leipzig, expõe seu conceito de Pathosformeln, o princípio da presença na arte europeia do gesto expressivo que vem da Antiguidade pagã e de sua inversão: o gesto mais expressivo pode reaparecer transmutado em seu oposto.
Em 1912, Warburg é um dos promotores da Conferência Internacional de História da Arte sediada em Roma. É quando ministra uma palestra, considerada o batismo da iconologia. O assunto era a interpretação dos afrescos do Palazzo Schifanoia, em Ferrara, que Warburg consegue relacionar com as tradições astrológicas árabe e indiana. O título da palestra é "Arte italiana e astrologia internacional no Palazzo Schifanoia, Ferrara".
Warburg sofria de depressão e apresentava sintomas de esquizofrenia. Internou-se na clínica Bellevue (a mesma clínica em que Friedrich Nietzsche havia se internado trinta anos antes), situada em Kreuzlingen, Suíça, em 1919, dirigida por Ludwig Binswanger, um discípulo de Sigmund Freud. Teve alta em 1924 depois de demonstrar sua sanidade ao ministrar uma conferência para os médicos e pacientes da clínica sobre sua expedição junto aos indígenas nos EUA. 
No retorno ao trabalho, nos cinco anos restantes de sua vida, coordenou a Biblioteca Warburg e produziu material para o inacabado Atlas Mnemosine, consciente do estado precário de sua saúde mental. 
Morreu em 26 de outubro de 1929, de ataque cardíaco, após voltar de uma viagem a Itália, na qual visitou Florença e Roma (assistiu à assinatura do Tratado de Latrão, que restringiu os Estados Pontifícios da Igreja Católica à Cidade do Vaticano). Vale lembrar que Warburg morreu em plena convulsão do Crack da Bolsa de Nova Iorque.

## Obras e Influências
Suas obras completas remontam a vários volumes, mas seu projeto mais ambicioso, denominado Atlas Mnemosine, constitui-se em uma coleção de imagens com pouco ou nenhum texto. 
Seu pensamento foi influenciado por Friedrich Nietzsche, seus professores universitários Karl Lamprecht, Hermann Usener, além de Richard Semon (autor do conceito de engrama), Charles Darwin e Jacob Burckhardt. 
Por sua vez, Warburg influenciou a obra de Erwin Panofsky, Ernst Gombrich, Frances Yates, Edgar Wind, Ernst Cassirer, Walter Benjamin, Ernst Curtius, Carlo Ginzburg, Paolo Rossi, Georges Didi-Huberman, entre muitos outros.
Hoje, a obra do historiador e filósofo Georges Didi-Huberman tem uma grande influência do pensamento warburguiano, mesclada às ideias de Jacques Lacan.

## Biblioteca Warburg
Em 1909 começou a organizar a Biblioteca Warburg (futuro Instituto Warburg), primeiramente com a finalidade de ter sempre à mão a bibliografia necessária para os seus estudos, que abrangiam toda a civilização ocidental. Em 1914, começou a acolher outros estudiosos que o procuravam para consultar a coleção, e a tornou semi-pública, com publicação de duas revistas com artigos resultantes dos estudos ali realizados. Pretendeu abrir totalmente a Biblioteca, abrindo bolsas para estudantes ligados à futura instituição, mas a Primeira Guerra Mundial e sua internação em uma clínica neurológica entre 1918 e 1923 atrasaram a abertura da Biblioteca, realizada durante o período do seu tratamento por Fritz Saxl. Após seu restabelecimento e retomada das atividades, Warburg mandou construir um edifício planejado para abrigar exclusivamente a Biblioteca, com um espaço para aulas, construído na forma oval.
A Kulturwissenschaftliche Bibliothek Warburg (Biblioteca Warburg de Ciência da Cultura) contava com quase 70.000 volumes. Sua coleção abrangia não só a arte, sua história, produção e crítica, mas também sociologia, antropologia, religião, astronomia, etc.
No entanto, foi sua forma de organização que foi sua característica mais marcante e que refletia os problemas teóricos aos quais Warburg dedicou-se durante toda a sua vida. O principal era a Nachleben der Antike (a sobrevivência do antigo), a persistência das imagens e das ideias da Antiguidade clássica pagã através dos tempos na civilização ocidental.
Warburg dispunha os livros nas estantes sem recorrer a nenhum método de sistematização biblioteconômica, mas a uma sistema que respeitava um critério pessoal que ele chamava de "lei da boa vizinhança". Assim, os livros de astrologia estavam próximos aos de astronomia; alquimia perto de química, etc.
A organização peculiar de Warburg atingiu seu ponto máximo de sofisticação próximo de sua morte, quando um edifício foi construído especialmente para abrigar sua coleção. O sistema por ele engendrado, com a participação de seus colaboradores Fritz Saxl e Gertrud Bing, dividia os livros em quatro andares, obedecendo à ordem:
1.o andar: Drômenon (Ação)
2.o andar: Wort (Palavra)
3.o andar: Bild (Imagem)
4.o andar: Orientienrung (Orientação)

## Atlas Mnemosine
O Bilderatlas Mnemosyne (Atlas de Imagens Mnemosine), em seu nome, homenageia a musa grega da memória, Mnemosine. Era o projeto mais ambicioso de Warburg, que pretendia estabelecer "cadeias de transporte de imagens", linhas de transmissão de características visuais através dos tempos, que carregariam consigo o pathos, emoções básicas engendradas no nascimento da civilização ocidental, nessas imagens.
O projeto foi interrompido com a morte do historiador, mas, segundo seu biógrafo, E.H. Gombrich, o projeto estava destinado a ser inconcluso, devido à sua enorme ambição e abrangência temporal.
"Mnemosyne", em grego, era a palavra gravada na entrada da Biblioteca Warburg, em Hamburgo.

## Instituto Warburg
Depois de sua morte, com a ascensão do nazismo ao poder na Alemanha, Fritz Saxl, jovem historiador de arte que havia levado a efeito a organização do Instituto desde 1913, conseguiu com o apoio do governo britânico, transportar os 60.000 volumes da biblioteca de Warburg até sua sede atual na Woburn Square em Londres. A partir dos anos oitenta, seu pensamento começou a ser revalorizado. Em 1993, o governo da cidade de Hamburgo fundou em sua homenagem um segundo Instituto Warburg, a Warburg Haus, situada no edifício construído especialmente pela família Warburg para abrigar a Biblioteca Warburg, na década de 1920, e que foi comprado pela prefeitura para instalação do instituto.

## Frases
"Deus está nos detalhes" (atribuída).

## Obra
- Aby Warburg, O Nascimento de Vénus e a Primavera de Sandro Botticelli, trad. A. Morão, Lisboa, KKYM, 2012.

- Aby Warburg, "Ninfa Fiorentina. Fragmentos de um projecto sobre Ninfas", trad. A. Morão, in www.proymago.pt, setembro, 2012.

- Aby Warburg, Die Erneuerung der heidnischen Antike. Kulturwissenschaftliche Beiträge zur Geschichte der europäischen Renaissance, Leipzig e Berlim, B. G. Teubner, 1932.
- Aby Warburg, A Renovação da Antiguidade Pagã, trad. M. Hediger. Rio de Janeiro, Contraponto, 2013. [tradução da obra anterior]
- Aby Warburg, The renewal of Pagan Antiquity. Contributions to the cultural history of the European Renaissance, trad. D. Britt. Los Angeles, Getty Research Institute for the History of Art and the Humanities, 1999. [tradução de Die Erneuerung der heidnischen Antike, op. cit.]
- Aby Warburg, La rinascità del paganesimo antico. Contributi alla storia della cultura, Florença, La Nuova Italia, 1966. [tradução de Die Erneuerung der heidnischen Antike, op. cit.]
- Aby Warburg, Essais Florentins, Paris, Klincksieck, 1990. [tradução parcial de Die Erneuerung der heidnischen Antike, op. cit.]
- Aby Warburg, El Renacimiento del Paganismo. Aportaciones a la historia cultural del Renacimiento Europeo, Madrid, Alianza Editorial, 2007.

- Aby Warburg, Schlangenritual. Ein Reisebericht, Berlim, Klaus Wagenbach, 1988.
- Aby Warburg, "Imagens da região dos índios Pueblo da América do Norte", trad. J. Campelo, in Concinnitas, ano 6, volume 1, número 8, julho, 2005. [tradução da obra anterior]
- Aby Warburg, Domenico Ghirlandaio, trad. A. Morão, ed. J. F. Figueira e V. Silva, Lisboa, KKYM, 2015. [incl. 2 ensaios de Die Erneuerung der heidnischen Antike, op. cit., e outros 3 ensaios]